# Pontificia commissione per il controllo della popolazione e delle nascite
La Pontificia commissione per il controllo della popolazione e delle nascite fu un comitato della Curia romana eretto con il compito di analizzare l'impatto moderno del controllo delle nascite sulla Chiesa cattolica. Le divergenze all'interno della commissione portarono alla pubblicazione dell'enciclica Humanae Vitae.

## Istituzione
Con la comparsa dei primi contraccettivi orali nel 1960, alcuni dissidenti nella Chiesa sostennero che fosse necessaria una riconsiderazione delle posizioni della Chiesa. Nel 1963 papa Giovanni XXIII istituì una commissione di sei teologi non europei per studiare la questione del controllo delle nascite e della popolazione. Tuttavia né lui, né Paolo VI vollero che i quasi tremila vescovi e altri chierici giunti a Roma per il Concilio Vaticano II affrontassero la questione del controllo delle nascite, anche se molti di loro avevano espresso il desiderio di trattare questo problema pastorale nelle fasi preparatorie del Concilio.

## Ruolo di Paolo VI
Dopo la morte di papa Giovanni XXIII, nel 1963, papa Paolo VI chiamò a far parte della commissione alcuni teologi e in tre anni ampliò l'organico a 72 membri provenienti da cinque continenti (tra cui sedici teologi, tredici medici e cinque donne senza credenziali di medici, con un comitato esecutivo di sedici vescovi, tra cui sette cardinali senza credenziali mediche).

## Rapporto ufficiale
Nel 1966 la commissione produsse un rapporto in cui si proponeva che il controllo artificiale delle nascite non fosse intrinsecamente negativo e che alle coppie cattoliche sarebbe potuto essere consentito di decidere per se stessi circa i metodi da impiegare. Secondo la relazione di maggioranza, l'uso di contraccettivi deve essere considerato come un'estensione dei metodi naturali già accettati:

## Relazione di minoranza
Un membro della commissione, il teologo gesuita americano John Ford (con l'assistenza del teologo americano Germain Grisez) elaborò una relazione di minoranza che venne firmata da lui e da altri tre sacerdoti teologi della commissione, affermando che la Chiesa non doveva e non poteva cambiare il suo insegnamento di lunga data. Anche se erano destinati solo al pontefice, la relazione della commissione e due documenti di lavoro (il rapporto di minoranza e la dichiarazione di rifiuto della maggioranza) trapelarono alla stampa nel 1967, aumentando sul pubblico le aspettative di liberalizzazione.
Nel rapporto di minoranza trapelato fu precisato:
Dovrebbe ugualmente essere ammesso che per mezzo secolo lo Spirito non è riuscito a proteggere Pio XI, Pio XII e gran parte della gerarchia cattolica da un errore molto grave. Ciò significherebbe che i capi della Chiesa, agendo con estrema imprudenza, avevano condannato migliaia di atti umani innocenti e vietato, sotto pena di dannazione eterna, una pratica che sarebbe ora non sanzionata. Il fatto non può né negare né ignorare che questi stessi atti ora sarebbero dichiarati leciti sulla base di principi citati dai protestanti, che papi e vescovi hanno o condannato, o almeno non approvato.»

## Decisione papale
A Paolo VI però, cui stava particolarmente a cuore conservare l'autorità del Magistero, non tenne in alcun conto tali conclusioni e il 25 luglio 1968 sulla base della sua autorità papale, riaffermò nell'enciclica Humanae Vitae la condanna tradizionale della contraccezione, limitandosi soltanto a stralciare dal progetto originale ogni riferimento alla nozione di peccato mortale e ogni allusione all'infallibilità, auspicati dalla corrente più conservatrice della gerarchia ecclesiastica romana. Ciò derivò anche dal fatto che il risultato prodotto dai 72 membri della commissione non fosse stato unanime (quattro sacerdoti teologi avevano dissentito e un cardinale e due vescovi avevano votato che la contraccezione era intrinsecamente disonesta, in latino: inhonestum). Tra questi vi era il cardinale Alfredo Ottaviani, presidente della commissione e il vescovo Carlo Colombo, teologo papale. A questo proposito, anzi, durante un'apposita conferenza stampa svoltasi a Roma il 25 luglio 1968, un portavoce del papa ebbe modo di precisare che l'enciclica non era un documento infallibile, e che quindi era suscettibile di modifiche successive. La Humanae Vitae tuttavia consentì esplicitamente le moderne forme di pianificazione familiare naturale che erano in fase di sviluppo.
La maggioranza della Commissione la cui voce era restata inascoltata, da parte sua, rivolgendosi alle donne, così si esprimeva: "Dovete seguire le direttive della Humanae Vitae. Ma se vostro marito ha in proposito opinioni difformi, dovete innanzi tutto proteggere l'unione coniugale, anche a costo di sacrificare la procreazione. E poi procreare non significa soltanto dare la vita a un figlio, ma anche poterlo educare. È quindi la coscienza dei coniugi a dover decidere. La norma generale è quella stabilita dall'Enciclica, ma non sempre il mancato rispetto della norma rappresenta una colpa. Anche l'assassinio è un peccato. Ma non commette peccato chi uccide per legittima difesa...".

## I membri
I membri della Commissione, esclusi i teologi e i membri laici, sono stati:
Presidente:
- cardinale Alfredo Ottaviani (Italia)

Vicepresidenti:
- cardinale Julius August Döpfner (Germania)
- cardinale John Carmel Heenan (Inghilterra)

Cardinali membri:
- Valerian Gracias (India)
- Joseph-Charles Lefèbvre (Francia)
- John Carmel Heenan (Stati Uniti)
- Léon-Joseph Suenens (Belgio)

Vescovi membri:
- Leo Binz (Stati Uniti)
- Carlo Colombo (Italia)
- John Francis Dearden (Stati Uniti)
- Claude Dupuy (Francia)
- Thomas Morris (Irlanda)
- José Rafael Pulido Méndez (Venezuela)
- Joseph Maria Reuss (Germania)
- Karol Wojtyła (Polonia)
- Jean Baptiste Zoa (Camerun)